# Kosače
Kosače (en serbio: Косаче) es un pueblo del municipio de Goražde, Bosnia y Herzegovina.

## Demografía
Según el censo de 2013, su población era de 69 habitantes.
| Etnias              | Número | Porcentaje |
| ------------------- | ------ | ---------- |
| Bosníacos           | 68     | 98.6%      |
| Otros/no declarados | 1      | 1.4%       |
| Total               | 69     | 100%       |